# Ana Francisca Rosa Maciel da Costa
Ana Francisca Rosa Maciel da Costa, primeira e única Baronesa de São Salvador de Campos dos Goytacazes, (Rio de Janeiro, 26 de fevereiro de 1757 – 12 de julho de 1832) foi uma nobre brasileira.
Filha de António Lopes da Costa e de Francisca Antunes Maciel, destacados senhores de engenho dos tempos coloniais. Casou-se, em 1779, com o português Brás Carneiro Leão, fidalgo da Casa Real, cavaleiro da Ordem de Cristo, fazendeiro e negociante de "grossa ventura". Tiveram extensa geração, dentre os quais: Ana Vidal Carneiro da Costa, casada com Luís José de Carvalho e Melo, primeiro Visconde da Cachoeira; José Fernando Carneiro Leão, Barão de Vila Nova de São José; José Alexandre Carneiro Leão, primeiro Visconde de São Salvador de Campos; Francisca Mônica Carneiro da Costa, casada com Manuel Jacinto Nogueira da Gama, Marquês de Baependi; e Luísa Rosa Carneiro da Costa, casada com o fidalgo Conselheiro Dr. Paulo Fernandes Ferreira Vianna. Foi avó da Duquesa de Caxias, da Marquesa de Jacarepaguá, do Conde de São Simão, do Conde de Baependi, do Barão de Santa Mônica, dentre outros titulares do Império; sendo ainda bisavó da Condessa de Carapebus, etc.  
A Baronesa de São Salvador de Campos dos Goytacazes ficou conhecida no episódio da Capela Imperial em que se recusou a assistir missa na tribuna imperial na companhia da Marquesa de Santos. Quando viu a amante do Imperador Dom Pedro I entrar na tribuna, se disse indignada por estar em companhia de uma "prostituta", e se retirou, tendo o gesto repetido pelas demais damas presentes, causando escândalo em toda a cidade.  
Recebeu o baronato por decreto de 19 de dezembro de 1812, de D. João VI, quatro anos após a morte de seu marido.